# Каскад ГЭС на Тиете

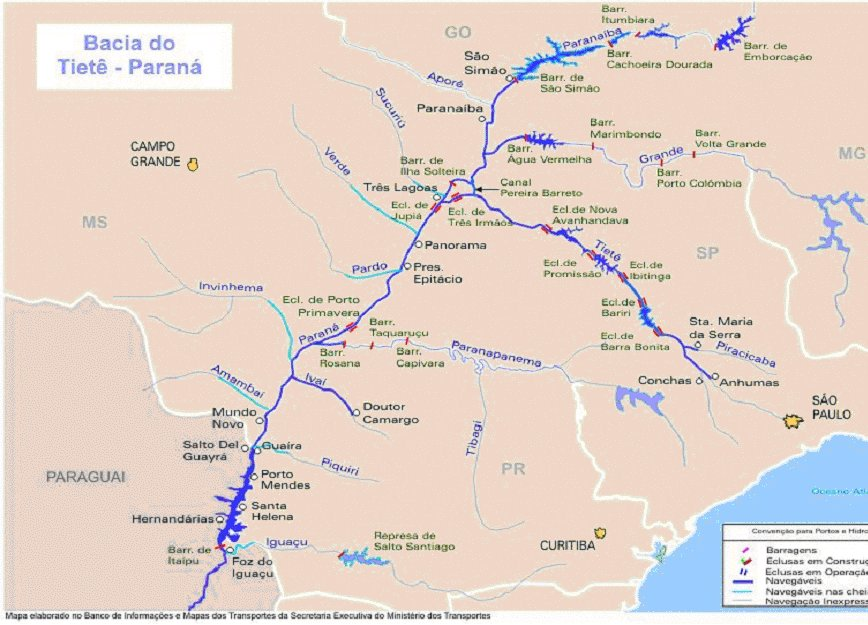
Схема расположения ГЭС в верхней части бассейна Параны, с указанием части плотин на Тиете.

Каскад ГЭС на Тиете — каскад гидроэлектростанций на левом притоке Параны, реке Тиете в Бразилии. Расположены на территории штата Сан-Паулу.
На 2012 год включает в себя двенадцать электростанций, которые предназначены для снижения паводков на реке, производства электричества и для обеспечения условий судоходства в нижнем и среднем течении реки Тиете, а также для обеспечения прохода судов через канал Перейра-Баррету из верхней в нижнюю часть бассейна Параны. Рыбопропускными сооружениями плотины каскада не оборудованы.

Таблица ГЭС на реке: (актуальность данных — 5 февраля 2012 года)
| № п/п от устья | Название              | Мощность МВт | Площадь водохранилища км2 | Шлюзы |
| -------------- | --------------------- | ------------ | ------------------------- | ----- |
| 01             | Трес Ирманс           | 880,0        | 770                       | есть  |
| 02             | Нова Аваньяндава      | 347,4        | 210                       | есть  |
| 03             | Промисан              | 264,0        | 530                       | есть  |
| 04             | Ибитинга              | 32,0         | 3                         | есть  |
| 05             | Барири                | 136,8        | 63                        | есть  |
| 06             | Барра-Бонита          | 140,8        | 310                       | есть  |
| 07             | Аньемби               | ???          | ???                       | нет   |
| 08             | Ларанжал              | ???          | ???                       | нет   |
| 09             | Расган                | ???          | ???                       | нет   |
| 10             | Пирапора-ду-Бон-Жезус | ???          | ???                       | нет   |
| 11             | Эдгара де Соуза       | ???          | ???                       | нет   |
| 12             | Салезополис           | ???          | ???                       | нет   |